# Edward Ballinger
Edward Pennington Ballinger (New York, 25 ottobre 1951) è un ex schermidore statunitense.

## Biografia
È il marito della schermitrice olimpica Sally Pechinsky.
Ha partecipato ai Giochi della XXI Olimpiade di Montréal nel 1976.

## Palmarès
In carriera ha conseguito i seguenti risultati:
- Giochi Panamericani:

Città del Messico 1975: argento nel fioretto a squadre.